# مصطفی هاشمی ریسه
سید مصطفی هاشمی ریسه (زادهٔ ۱۳۳۷ در شهربابک - درگذشته آذر ۱۳۹۹) نمایندهٔ حوزهٔ انتخابیهٔ شهربابک در دورهٔ هفتم مجلس شورای اسلامی بوده‌است. وی پیش‌تر در دورهٔ پنجم نیز عضو این مجلس بود.

## علت مرگ
در اثر بیماری کرونا در سال ۱۳۹۹ درگذشت.